# Azilia boudeti
Azilia boudeti là một loài nhện trong họ Tetragnathidae.
Loài này thuộc chi Azilia. Azilia boudeti được Eugène Simon miêu tả năm 1895.